# Fata în negru
Fata în negru (titlul original: în greacă Το κορίτσι με τα μαύρα, transliterat: To koritsi me ta mavra) este un film dramatic grec, realizat în 1956 de regizorul Michael Cacoyannis, protagoniști fiind actorii Ellie Lambeti, Dimitris Horn, Eleni Zafeiriou și Stephanos Stratigos. 

## Rezumat
După terminarea războiului civil grecesc, doi atenieni bogați, scriitorul Pavlos și un arhitect sofisticat Antonis, vin în vacanță la Hydra. Dornici să-și petreacă vacanța fără griji sub cerul de vară fără nori, pe insula Saronică scăldată de soare, închiriază o cameră mică în casa văduvei disprețuite de localnici, Froso și a ficei sale frumoase dar tristă, Marina. Aici unul dintre cei doi noi veniți, Pavlos, se îndrăgostește de Marina, care a fost multă vreme obiectul ridiculizării și hărțuirii de către tinerii din localitate, conduși de Christos, al cărui pețit, ea l-a respins. Marina îi răspunde cu drag lui Pavlos, drept care-i face pe Christos și Pavlos dușmani. 
Christos încearcă să-i dea o lecție lui Pavlos stricându-și singur pe furiș barcă, dar ca urmare, mai mulți copii mor și Paul pică vinovat și este arestat. În final, Christos mărturisește totul poliției.

Rămâne de văzut dacă poate dragostea să răscumpere onoarea tristei fete în negru?

## Distribuție
- Ellie Lambeti – Marina
- Dimitris Horn – Pavlos
- Eleni Zafeiriou – Froso
- Stephanos Stratigos – Panagis
- Giorgos Foundas – Hristos
- Notis Peryalis – Antonis
- Anestis Vlahos – Mitsos
- Thanassis Veggos – polițistul
- Nikos Fermas – Aristeidis
- Gerasimos Miliaresis – chitaristul

## Premii și nominalizări
Filmul a fost prezentat în selecția oficială în competiție la Festivalul de Film de la Cannes 1956.
- 1957 Premiile Globul de Aur
  - Cel mai bun film într-o limbă străină pentru filmul „Fata în negru”;
  - Medalia de aur pentru cel mai bun film străin (Presă asociată);
- 1958 – Festivalul de Film de la Moscova
  - Premiul de argint la Festivalul Internațional de Film de la Moscova.